# I Rest My Case
I Rest My Case è il quinto album in studio del rapper statunitense YoungBoy Never Broke Again, pubblicato nel 2023.

## Tracce
1. Top Girls – 0:30
2. Black – 2:08
3. Louie V – 1:34
4. Swag On Point – 2:28
5. Bitch Yeah – 2:48
6. Red – 2:14
7. Double Cup – 2:22
8. Fight With My Sheets – 2:45
9. Rage – 2:11
10. Top Haters – 0:24
11. Just Like Me – 2:47
12. Ride Me – 1:52
13. Not My Friend – 3:00
14. Mini Me – 1:56
15. Clear – 2:30
16. I Love YB Skit – 0:19
17. Groovy – 3:10
18. Same Thang – 2:42
19. Hey Pops – 2:06